# John Ryan (simmare)
John Sydney Ryan, född 23 februari 1944, är en australisk före detta simmare.
Ryan blev olympisk bronsmedaljör på 4 x 100 meter frisim  vid sommarspelen 1964 i Tokyo.